# Ondřej Cink
Ondřej Cink, né le 7 décembre 1990, est un cycliste tchèque. Spécialiste de VTT cross-country, il est médaillé de bronze du championnat du monde 2015.

## Biographie
En 2012, il devient champion du monde du cross-country espoirs. La même année, il termine 14e de l'épreuve de cross-country VTT des Jeux de Londres. Aux mondiaux de 2015, il remporte la médaille de bronze. Aux championnats d'Europe 2016, il est également troisième dans cette discipline. Sélectionné pour les Jeux de Rio de 2016, il prend la 15e place.
Pour la saison 2017, il est contraint de se consacrer à la route en rejoignant la nouvelle formation World Tour Bahrain-Merida, après la dissolution de son équipe VTT : Multivan-Merida. Il se montre à son avantage dès le Tour d'Andalousie. Sur la première étape, lors l'ascension de l'Alto de Monachil, il accompagne les meilleurs grimpeurs pour prendre la 14e place, dans le même groupe que son coéquipier Javier Moreno et Mikel Nieve, à 31 secondes du vainqueur, Alejandro Valverde. Le lendemain, lors de l'étape reine, il termine 11e, toujours dans le même temps que Moreno et Nieve, à 46 secondes du vainqueur, Thibaut Pinot. Il se classe 9e du classement final. En juin, il termine 19e du Tour de Suisse et gagne sa sélection pour le Tour de France. Il abandonne la course trois jours avant la fin en raison d'une blessure au genou.
À la fin de la saison, son équipe lui propose un contrat de deux ans. Il refuse la proposition et décide de revenir en 2018 au VTT, sa discipline de prédilection. Il signe avec l'équipe Primaflor-Mondraker-Rotor.

## Palmarès en VTT

### Jeux olympiques
- Londres 2012
  - 14e de l'épreuve de cross-country
- Rio 2016
  - 15e de l'épreuve de cross-country
- Tokyo 2020
  - abandon sur le cross-country

### Championnats du monde
- Mont Sainte-Anne 2010
  -  Médaillé de bronze du relais mixte
- Champéry 2011
  - 4e du relais mixte
- Saalfelden-Leogang 2012
  -  Champion du monde du cross-country espoirs
- Hafjell 2014
  - 12e du cross-country
- Vallnord 2015
  -  Médaillé de bronze du cross-country
- Val di Sole 2021
  - 4e du cross-country short track
- Les Gets 2022
  - 10e du cross-country

### Coupe du monde
- Coupe du monde de cross-country espoirs
  - 2012 : 5e du classement général, vainqueur de deux manches

- Coupe du monde de cross-country élites
  - 2013 : 5e du classement général
  - 2014 : 18e du classement général
  - 2015 : 13e du classement général
  - 2016 : 9e du classement général
  - 2018 : 31e du classement général
  - 2019 : 11e du classement général
  - 2021 : 3e du classement général
  - 2022 : 29e du classement général
  - 2023 : 20e du classement général
  - 2024 : 25e du classement général

- Coupe du monde de cross-country short track
  - 2022 : 24e du classement général
  - 2023 : 25e du classement général
  - 2024 : 22e du classement général

### Championnats d'Europe
- 2012
  -  Champion d'Europe de cross-country espoirs
- 2013
  -  Médaillé de bronze du relais mixte
- 2016
  -  Médaillé de bronze du cross-country
- 2023
  - 10e du cross-country

### Championnats nationaux
- Champion de République tchèque de cross-country en 2013, 2015, 2019 et 2020

## Palmarès sur route

### Par année
- 2010
  - Tour de Brdy

### Résultats sur les grands tours

#### Tour de France
1 participation
- 2017 : abandon (19e étape)